# Jaroslav Volf (homme politique)
Pour les articles homonymes, voir Jaroslav Volf.
Jaroslav Volf (né le 3 avril 1952) est un homme politique slovaque.

## Biographie
Jaroslav Volf a fait des études d'ingénieur à la faculté de chimie à l'Université technique slovaque (STU), alors Slovenská vysoká škola technická v Bratislave (SVŠT).
Il a été député au Conseil national de la République slovaque de 1994 à 2002 (élu en 1994 sur la liste commune des partis de gauche et centre gauche Spoločná voľba, réélu en 1997 au sein de la Coalition démocratique slovaque qui rassemblait les opposants à Vladimír Mečiar). Il a été vice-président (1992-2003) puis président (2003-2005) du parti social-démocrate slovaque (SDSS), aujourd'hui intégré dans SMER.
Il est désormais cadre dirigeant chez Slovak Telekom.